# Индоевропейци
Индоевропейци, в немскоезичната историография „индогермани“ (Indogermanen), е сборно наименование за всички исторически и съвременни народи, които говорят един от индоевропейските езици. Смята се, че всички тези народи имат родствен етнически произход.
Праиндоевропейците са се формирали като културна и етническа общност в Предна Азия, най-вероятно в Черноморските райони, около V хилядолетие пр.н.е. Оттогава нататък праиндоевропейските племена започват да се разселват в различни посоки и с времето се обособяват в отделни народи със специфични езици, култура и вярвания.
Антропологията е установила няколко големи вълни на индоевропейско разселване. В Европа първите индоевропейски инвазии се свързват с т.нар. курганни култури и започват от степите на Източна Украйна.
Праиндоевропейците живеели в патриархални племенни общности, с полуномадски начин на живот. Те се изхранвали от скотовъдство. Особено важно за последвалото им развитие било опитомяването на коня и използването му като ездитно животно. Индоевропейските общини били управлявани от племенен вожд, който също така имал и религиозни функции и бил подпомаган от жреческа гилдия. Всяка община била съставена от няколко рода, всеки от които имал свой старейшина начело. Воинската гилдия се състояла от млади неангажирани мъже, без имущество, които често символизирали тотемистични представи и били асоциирани с вълци или кучета.

## Индоевропейски езици
Индоевропейското езиково семейство включва дванадесет езикови групи, някои от които са отмрели, а други са се запазили и развили. В древността и средновековието, индоевропейски езици са били говорени в цяла Европа, в Мала Азия, в Иран, в Северна Индия и в някои райони на Централна Азия. В епохата на колониализма някои от тези езици биват пренесени от Европа по всички континенти. Днес индоевропейски езици говорят над три милиарда души по целия свят.
Индоевропейските езици (и народи) условно се разделят на два големи дяла – източни (сатем) и западни (кентум). Разликата между двете групи е в произношението на веларните звуци, като едните произнасят „с“, а другите – „к“. Към „сатем“ езиците спадат балтийските, славянските, иранските, индийските и арменски, а „кентум“ езици са германските, келтските, италийските и гръцки. Смята се обаче, че анатолийските езици, тохарските езици и албанският не спадат към никоя от тези две групи.